# Лион (футбольный клуб, 1893)
«Лион» (фр. Football club de Lyon) — французский футбольный клуб из одноимённого города. Спортивный клуб Лиона охватывает все ведущие виды спорта: футбол, регби, баскетбол, хоккей на траве и теннис. В настоящее время[какое?] футбольная команда выступает на любительском региональном уровне.

## История

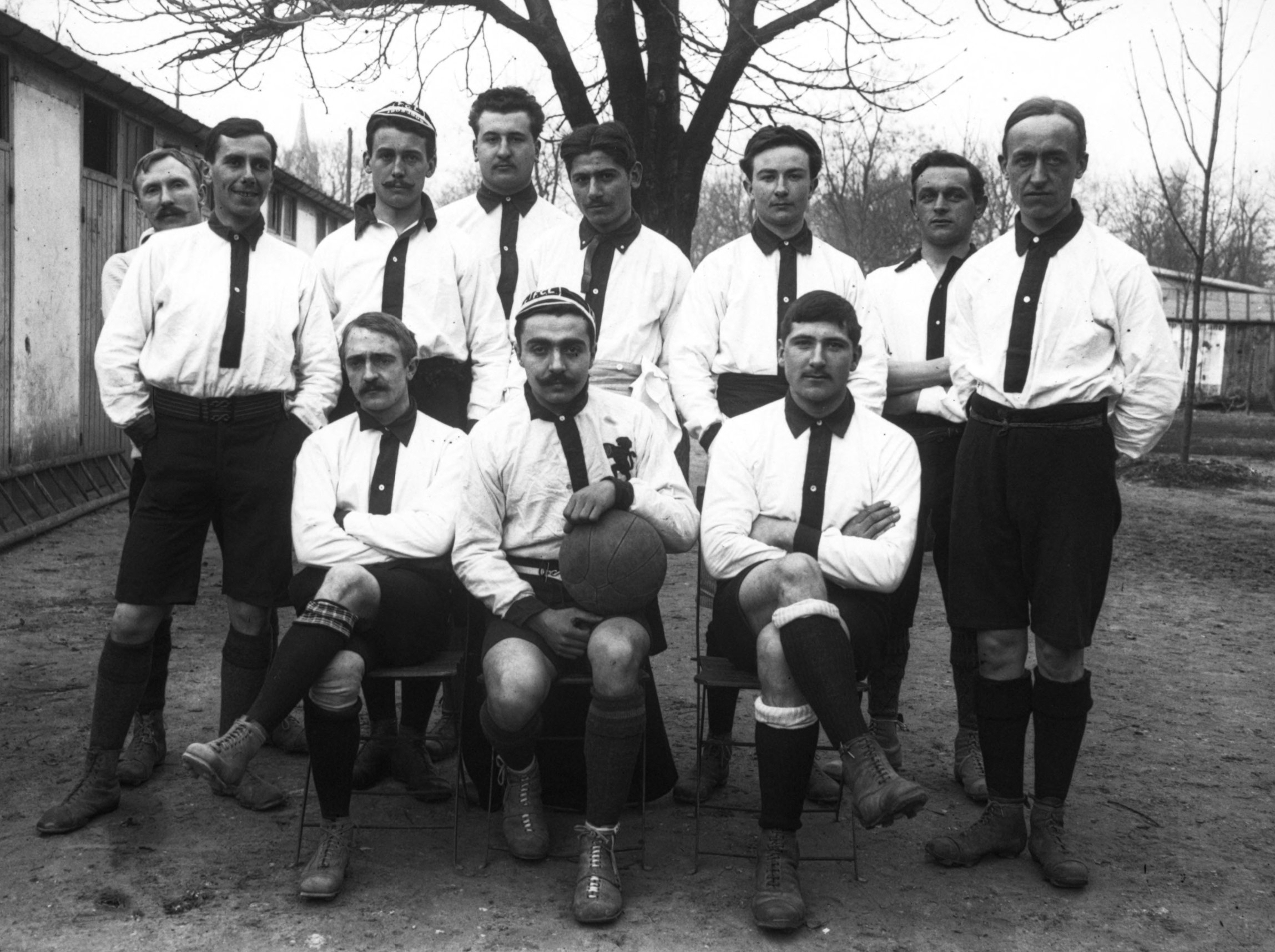
Общая фотография команды. 1906 год

«Лион» был основан 17 ноября 1893 года, на базе спортивного клуба. Команда играет в форме шахматного узора красно-белого цвета. «Лион» принял участие в первом Кубке Франции по футболу сезона 1917/1918. Клубу удалось дойти до финала, в котором они проиграли «Пантену» со счётом 0:3.

## Достижения
Кубок Франции
- Финалист: 1918